# NGC 410
NGC 410 је галаксија у сазвежђу Рибе која се налази на NGC листи објеката дубоког неба.
Деклинација објекта је + 33° 9' 9" а ректасцензија 1h 10m 58,8s. Привидна величина (магнитуда) објекта NGC 410 износи 11,5 а фотографска магнитуда 12,5. Налази се на удаљености од 64,025 милиона парсека од Сунца. NGC 410 је још познат и под ознакама UGC 735, MCG 5-3-80, CGCG 501-118, PGC 4224.